# 西経80度線
西経80度線（せいけい80どせん）は、本初子午線面から西へ80度の角度を成す経線である。北極点から北極海、北アメリカ、カリブ海、中央アメリカ、南アメリカ、太平洋、南極海、南極大陸を通過して南極点までを結ぶ。.
南極大陸では、西経80度線はイギリスが領有権を主張するイギリス領南極地域の西の境界となっている。ただし、西経90度線以東はチリも領有権を主張（チリ領南極）しており、領域が重なっている。
西経80度線は、東経100度線と共に大円を形成する。

## 通過する地域一覧
西経80度線は、北極点から南極点まで南に向かって以下の場所を通っている。
| 地理座標                                             | 国土・領土・領海               | 備考 |
| ---------------------------------------------------- | ------------------------------ | --- |
| 北緯90度0分 西経80度0分 / 北緯90.000度 西経80.000度  | 北極海                         | |
| 北緯82度56分 西経80度0分 / 北緯82.933度 西経80.000度 | カナダ                         | ヌナブト準州 — エルズミーア島 |
| 北緯76度14分 西経80度0分 / 北緯76.233度 西経80.000度 | ジョーンズ海峡（英語版）       | コバーグ島（英語版）（ カナダ・ヌナブト準州、北緯75度52分 西経79度45分 / 北緯75.867度 西経79.750度）の西を通過 |
| 北緯75度33分 西経80度0分 / 北緯75.550度 西経80.000度 | カナダ                         | ヌナブト準州 — デヴォン島、フィルポッツ島（英語版） |
| 北緯74度50分 西経80度0分 / 北緯74.833度 西経80.000度 | バフィン湾                     | |
| 北緯73度44分 西経80度0分 / 北緯73.733度 西経80.000度 | カナダ                         | ヌナブト準州 — バイロト島 |
| 北緯72度53分 西経80度0分 / 北緯72.883度 西経80.000度 | イクリプス海峡（英語版）       | |
| 北緯72度31分 西経80度0分 / 北緯72.517度 西経80.000度 | カナダ                         | ヌナブト準州 — ラジェッド島（英語版）、バフィン島 |
| 北緯69度57分 西経80度0分 / 北緯69.950度 西経80.000度 | マレーマクスウェル湾（英語版） | |
| 北緯72度31分 西経80度0分 / 北緯72.517度 西経80.000度 | カナダ                         | ヌナブト準州 — イェンスムンク島 |
| 北緯69度30分 西経80度0分 / 北緯69.500度 西経80.000度 | フォックス湾                   | |
| 北緯65度30分 西経80度0分 / 北緯65.500度 西経80.000度 | フォックス海峡（英語版）       | サウサンプトン島（ カナダ・ヌナブト準州、北緯63度46分 西経80度9分 / 北緯63.767度 西経80.150度）の東を通過 |
| 北緯63度4分 西経80度0分 / 北緯63.067度 西経80.000度  | ハドソン湾                     | |
| 北緯62度19分 西経80度0分 / 北緯62.317度 西経80.000度 | カナダ                         | ヌナブト準州 — マンセル島 |
| 北緯61度43分 西経80度0分 / 北緯61.717度 西経80.000度 | ハドソン湾                     | |
| 北緯59度53分 西経80度0分 / 北緯59.883度 西経80.000度 | カナダ                         | ヌナブト準州 — ギルモア島（英語版） |
| 北緯59度48分 西経80度0分 / 北緯59.800度 西経80.000度 | ハドソン湾                     | スプリット島（英語版）（ カナダヌナブト準州）の西を通過 |
| 北緯56度19分 西経80度0分 / 北緯56.317度 西経80.000度 | カナダ                         | ヌナブト準州 — Kugong島、フラハーティー島（英語版） |
| 北緯55度54分 西経80度0分 / 北緯55.900度 西経80.000度 | ハドソン湾                     | |
| 北緯54度41分 西経80度0分 / 北緯54.683度 西経80.000度 | ジェームズ湾                   | |
| 北緯53度23分 西経80度0分 / 北緯53.383度 西経80.000度 | カナダ                         | ヌナブト準州 — 北ツイン島（英語版） |
| 北緯53度14分 西経80度0分 / 北緯53.233度 西経80.000度 | ジェームズ湾                   | 南ツイン島（英語版）（ カナダ・ヌナブト準州、北緯53度7分 西経79度56分 / 北緯53.117度 西経79.933度）の西を通過 |
| 北緯51度14分 西経80度0分 / 北緯51.233度 西経80.000度 | カナダ                         | オンタリオ州 |
| 北緯42度48分 西経80度0分 / 北緯42.800度 西経80.000度 | エリー湖                       | |
| 北緯42度10分 西経80度0分 / 北緯42.167度 西経80.000度 | アメリカ合衆国                 | ペンシルバニア州 — ピッツバーグ（北緯40度26分 西経80度0分 / 北緯40.433度 西経80.000度）を通過 ウェストバージニア州（北緯39度43分 西経80度0分 / 北緯39.717度 西経80.000度から） バージニア州（北緯38度0分 西経80度0分 / 北緯38.000度 西経80.000度から） ノースカロライナ州（北緯36度32分 西経80度0分 / 北緯36.533度 西経80.000度から） サウスカロライナ州（北緯34度48分 西経80度0分 / 北緯34.800度 西経80.000度から） - チャールストン（北緯32度52分 西経80度0分 / 北緯32.867度 西経80.000度）を通過 |
| 北緯32度37分 西経80度0分 / 北緯32.617度 西経80.000度 | 大西洋                         | パームビーチ（ アメリカ合衆国フロリダ州、北緯26度42分 西経80度1分 / 北緯26.700度 西経80.017度）の東を通過 ケイ・サル・バンク（ バハマ、北緯24度4分 西経80度0分 / 北緯24.067度 西経80.000度）を通過 |
| 北緯23度3分 西経80度0分 / 北緯23.050度 西経80.000度  | キューバ                       | |
| 北緯21度44分 西経80度0分 / 北緯21.733度 西経80.000度 | カリブ海                       | |
| 北緯19度43分 西経80度0分 / 北緯19.717度 西経80.000度 | ケイマン諸島                   | リトルケイマン |
| 北緯19度42分 西経80度0分 / 北緯19.700度 西経80.000度 | カリブ海                       | |
| 北緯9度20分 西経80度0分 / 北緯9.333度 西経80.000度   | パナマ                         | |
| 北緯8度26分 西経80度0分 / 北緯8.433度 西経80.000度   | パナマ湾                       | |
| 北緯7度31分 西経80度0分 / 北緯7.517度 西経80.000度   | パナマ                         | アスエロ半島の先端部を通過 |
| 北緯7度28分 西経80度0分 / 北緯7.467度 西経80.000度   | 太平洋                         | |
| 北緯0度49分 西経80度0分 / 北緯0.817度 西経80.000度   | エクアドル                     | 本土、プーナ島（英語版）、本土 |
| 南緯4度22分 西経80度0分 / 南緯4.367度 西経80.000度   | ペルー                         | ピウラ県 ランバイエケ県（南緯5度41分 西経80度0分 / 南緯5.683度 西経80.000度から） |
| 南緯6度44分 西経80度0分 / 南緯6.733度 西経80.000度   | 太平洋                         | デスベントゥラダス諸島（ チリ、南緯26度19分 西経80度0分 / 南緯26.317度 西経80.000度）を通過 · ファン・フェルナンデス諸島（ チリ、南緯33度40分 西経80度0分 / 南緯33.667度 西経80.000度）を通過 |
| 南緯60度0分 西経80度0分 / 南緯60.000度 西経80.000度  | 南極海                         | |
| 南緯73度2分 西経80度0分 / 南緯73.033度 西経80.000度  | 南極大陸                       | チリ領南極（ チリが領有権を主張）。イギリス領南極地域（ イギリスが領有権を主張）の西の境界 |